# راجرستون
longitudeراجرستونlatitudeراجرستون
راجرستون (به انگلیسی: Rogerstone) یک سکونتگاه مسکونی در بریتانیا است که در نیوپورت واقع شده‌است.

## خصوصیات
راجرستون  ۱۰٬۱۵۸ نفر جمعیت دارد.